# DeLorean DMC-12
DeLorean DMC-12 (almindeligvis kaldet The DeLorean da det var den eneste model som blev produceret af selskabet) er en sportsbil fremstillet af John DeLoreans DeLorean Motor Company til det amerikanske marked i 1981–1982. Den har mågevingedøre med en glasfiber "undervogn", til hvilken rustfrit stål paneler er påsat, bilen blev ikonisk grundet dens præsentation som modificeret tidsmaskine i Tilbage til fremtiden film trilogien.
8.975 enheder af DeLorean blev produceret, selvom andre kilder indikerer, at der kun blev fremstillet 8.583. Anslået 6.500 af disse biler har overlevet.